# Rudolf Pavlu

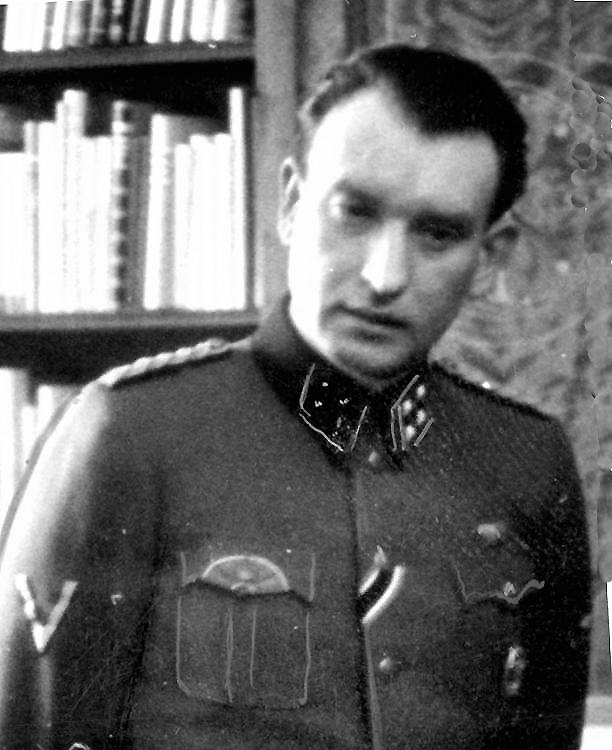
Rudolf Pavlu

Rudolf Pavlu (geboren am 15. Juli 1902 in Wien, Österreich-Ungarn; gestorben am 9. Oktober 1949 in Römlinghoven) war ein österreichischer nationalsozialistischer Verwaltungsbeamter und Täter des Holocaust im besetzten Polen.

## Leben
Rudolf Pavlu besuchte nach der Realschule die Infanteriekadettenschule und war von August 1918 bis Oktober 1919 Soldat. Er erhielt 1921 die Matura und studierte danach an der Hochschule für Welthandel in Wien. Von 1924 bis 1934 war er Buchhalter bei der Wiener Gebietskrankenkasse. Zum 13. Mai 1931 trat er der österreichischen NSDAP bei (Mitgliedsnummer 444.208) und war am 25. Juli 1934 am Juliputsch beteiligt. Er wurde zu 18 Monaten Gefängnis verurteilt. 1936 floh er ins Deutsche Reich und wurde als Parteiangestellter im Flüchtlingshilfswerk der NSDAP beschäftigt. Nach dem Anschluss Österreichs 1938 ging er zurück und trat zum 9. November 1938 der SS bei (SS-Nummer 310.371), er erreichte den Rang eines SS-Obersturmbannführers. Pavlu erhielt die Funktion eines Stabsleiters beim Reichsstatthalter in Wien, wurde als Parteigenosse protegiert und im Juni 1939 zum Leiter der Landesversicherungsanstalt Wien befördert.
Nach der deutschen Besetzung Polens ging er mit Otto Wächter 1939  als Stabsleiter, Distriktsbeauftragter und Leiter der Abteilung Arbeit in der Verwaltung des Distrikts Krakau ins Generalgouvernement. Wächter beauftragte den SS-Obersturmbannführer Pavlu im September 1940 mit der Umsetzung der Aussiedlungsaktion der Juden aus Krakau. Ende November Anfang Dezember 1940 veranlasste Pavlu die deutsche und die polnische Polizei, Razzien durchzuführen, die zur Deportation von 20.000 Juden aus Krakau in die Provinz führten. Im April 1941 wurde er zum Stadthauptmann ernannt und leitete die Verwaltung der Hauptstadt des Generalgouvernements. Unter seiner Administration wurde die Inhaftierung der verbliebenen jüdischen Bevölkerung Krakaus in das Krakauer Ghetto durchgeführt, und er wirkte bei den einsetzenden Deportationen in die Vernichtungslager mit. Pavlu wurde im Mai 1943 auf Betreiben des HSSPF Friedrich-Wilhelm Krüger als Untersturmführer in die Waffen-SS einberufen und an der Front eingesetzt. Bei seiner Verabschiedung aus Krakau dankte ihm der Generalgouverneur Hans Frank dafür, dass er Krakau wieder zu einer deutschen Stadt gemacht habe.
Nach Kriegsende geriet Pavlu in Internierungshaft, aus der er im Oktober 1947 fliehen konnte. Nach erneuter Inhaftierung im Februar 1949 konnte er am 3. April 1949 wieder entweichen, doch er setzte, da gemäß dem Londoner Statut seine Auslieferung nach Polen drohte, seinem Leben ein Ende.

### Weitere Literatur
- Tuviah Friedman (Hrsg.): Die zwei Wiener illegale Nazis Dr. Otto Wächter als Gouverneur in Krakau und Lemberg und Rudolf Pavlu als Stadthauptmann in Krakau waren beteiligt an der Ermordung der Juden in Krakau und Lemberg. Institute of Documentation in Israel for the Investigation of Nazi War, Haifa 2002